# 蒂亚普语
蒂亚普语是阿蒂亚普人的语言，主要通行於尼日利亚的卡杜纳州。1993年時蒂亚普语的母語人數為130,000。